# Gerd Dörich
Gerd Dörich (Sindelfingen, 14 februari 1968) is een voormalig Duits wielrenner. In 2004 werd hij Duits kampioen op de baan bij de ploegkoers, samen met Frank Kowatschitsch.
Vanaf 1996 tot aan het einde van zijn carrière in 2005 reed Dörich individueel, daarvoor had hij onder andere bij Telekom onder contract gestaan.
In 2008 hervatte hij zijn wielercarrière, op 40-jarige leeftijd. Hij wist derde te worden bij de Zesdaagse van Stuttgart.

## Overwinningen
1990
- Criterium van Bad Salgau

1992
- Criterium van Reutlingen

1998
- Criterium van Sindelfingen

2004
- Duits kampioen ploegkoers, Elite (met Frank Kowatschitsch)
- Zesdaagse van Stuttgart (met Andreas Kappes en Andreas Beikirch)

## Grote ronden
Geen